# 桑山村
桑山村（くわやまむら）は、かつて香川県にあった村。

## 沿革
- 1890年（明治23年）2月15日 - 町村制施行により三野郡岡本村、下高野村が合併し、桑山村が発足。
- 1899年（明治32年）3月16日 - 郡の統合により三豊郡に所属。
- 1955年（昭和30年）3月31日 - 三豊郡本山村、上高野村、笠田村、比地大村、桑山村と合併し豊中村を新設して消滅。

## 出身著名人
- 田淵貞四郎（衆議院議員）
- 矢野英雄 (海軍軍人)